# Лоцорай
Лоцора̀й (на италиански и на сардински: Lotzorai) е село и община в Южна Италия, провинция Нуоро, автономен регион и остров Сардиния. Разположено е на 11 m надморска височина. Населението на общината е 2211 души (към 2013 г.).
До 2005 г. общината е част от провинция Нуоро.